# Chemin de fer Montreux-Glion-Rochers de Naye

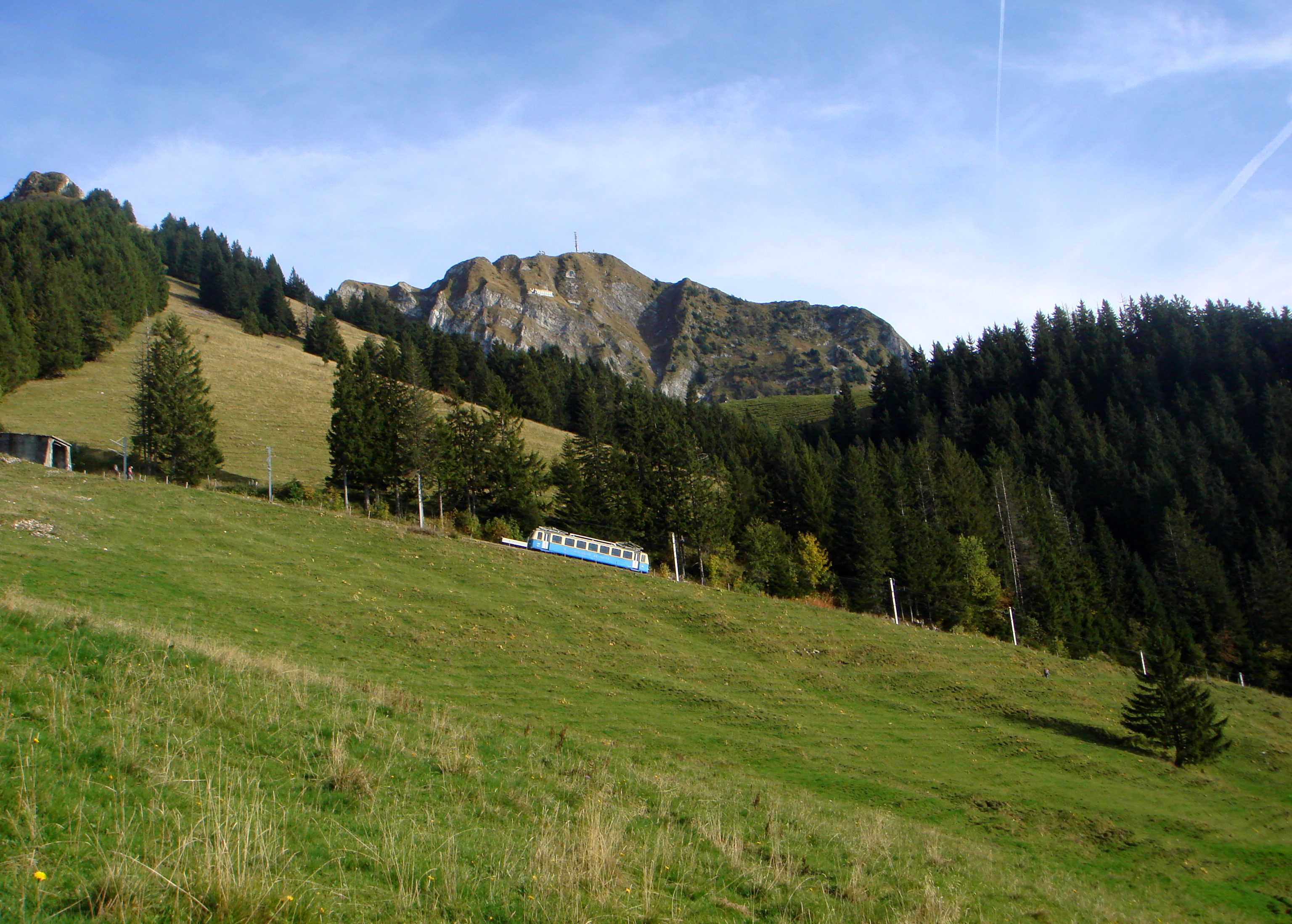
Les Rochers de Naye et son train.

La ligne Montreux-Glion-Rochers de Naye (MGN) est une ligne de chemin de fer longue de 10,36 km, à voie unique à crémaillère, reliant la gare de Montreux aux Rochers de Naye et une ancienne entreprise ferroviaire.
Elle fait partie du groupe GoldenPass Services, sous la nouvelle appellation MVR Ligne de Naye. Elle est le résultat de la fusion de la compagnie Glion-Les Rochers de Naye (GN) et le Montreux-Glion (MGI).
En 2023, la ligne a connu une fréquentation record avec plus de 113 000 passagers.

## Histoire
- 1883 : Inauguration du funiculaire Territet - Glion, créé sous l'influence du promoteur hôtelier Ami Chessex
- 1892 : Ouverture du parcours Glion - Rochers de Naye
- 1909 : Ouverture du parcours Montreux - Glion (inauguration 7 avril 1909[4])
- 1938 : le 25 juillet l'électrification de la ligne de chemin de fer fut inaugurée[5].
- 27 mai 1988 : Fusion de MGl et GN en Montreux-Glion-Rochers-de-Naye (MGN)[6]
- 5 juin 1992 : Fusion de MGN et TG en Montreux-Territet-Glion-Rochers-de-Naye (MTGN)[6]
- 1er janvier 2001 : Fusion avec notamment les CEV pour former les « Transports Montreux-Vevey-Riviera » (MVR)[6]

### Historique du matériel roulant
Des trains à vapeur et à crémaillère de type H 2/3 circulaient dès 1892 sur la ligne Glion - Rochers de Naye.

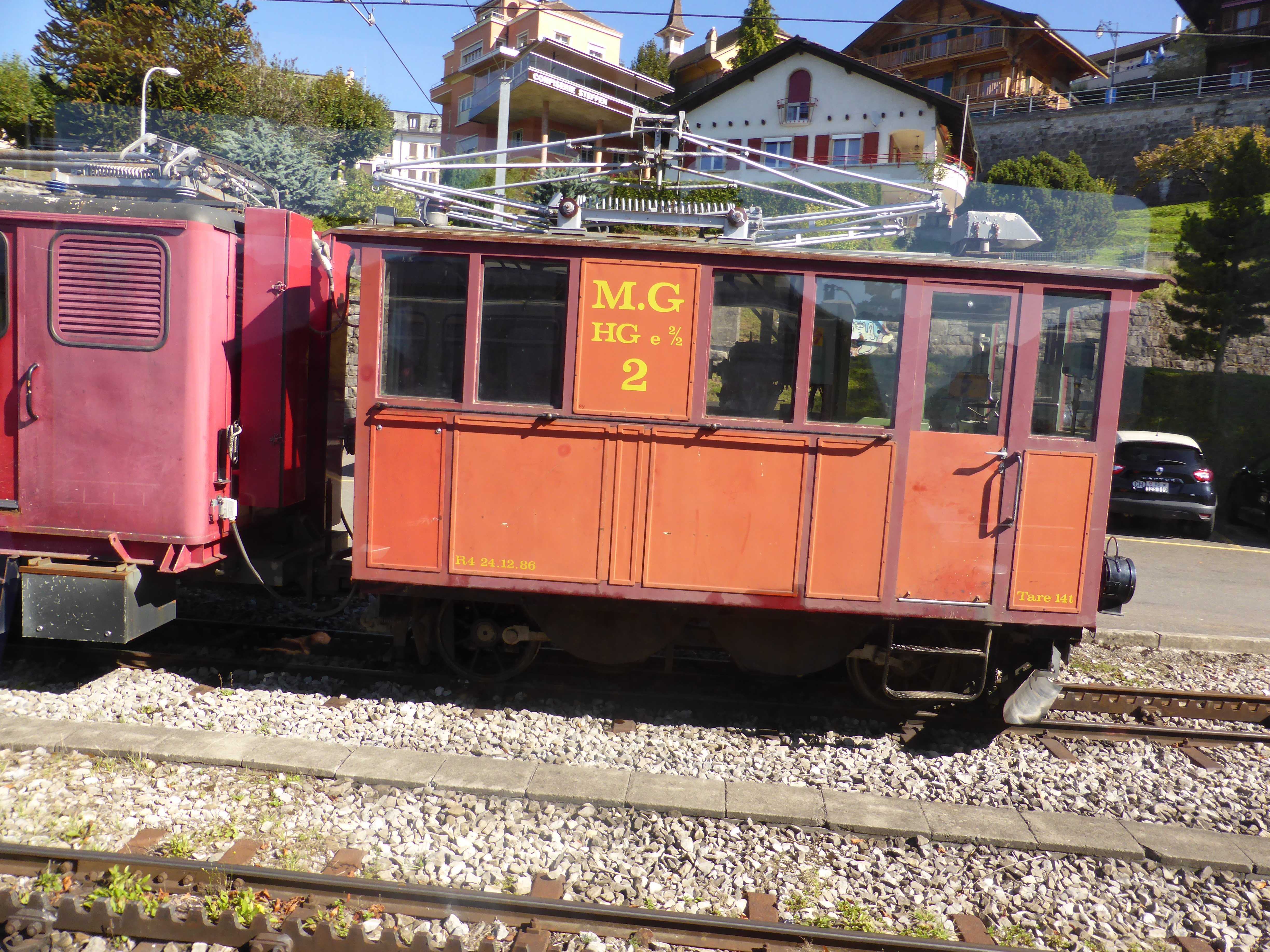
Locomotive HGe 2/2 N.2

À l'ouverture de la liaison Montreux - Glion (2,8 km), la compagnie acheta trois locomotives électriques coulissantes du Type HGe 2/2. La ligne devait compenser les nombreuses fermetures du funiculaire pour des raisons de révision. Ces locomotives pesaient 14 tonnes et mesuraient 4.8 mètre pour une puissance de 220 ch, avec une vitesse de pointe de 30 km/h, avec système à crémaillère Abt. Après l'électrification de la ligne supérieure en 1938, les locomotives pouvaient circuler sans changement pour les voyageurs de Montreux aux Rochers de Naye. La numéro 1 a été détruite par une avalanche en 1966. La numéro 3 a été retirée du service après son accident en 2011. La numéro 2 est garée devant le dépôt de la compagnie à Glion.

## Accidents
Il eut un accident le lundi 23 août 2010.
Le 8 septembre 2011, un train de service composé d'une locomotive et d'une ballastière déraille après être parti en arrière sur près de 70 m. Cet accident blesse deux cheminots, l'un ayant été expulsé du convoi s'est blessé au bras et l'autre, resté coincé dans le train, s'est blessé au dos. Après hospitalisation, les deux employés s'en sortent sans dangers graves pour leur vie.

## Caractéristiques
- Longueur : 10,36 km
- Écartement des voies : 800 mm
- Entraînement à crémaillère de type Abt.
- Exploitation électrique, courant continu 1 000 volts
- Pente maximale : 220 ‰
- Passagers : 95 000 en 2004
- Matériel : 6 automotrices et 2 locomotives :
  - Bhe 4/8 301-305
  - Bhe 2/4 203 - Hem 11+12
- Taux de couverture : 55 % par les billets
- Subvention : 2,1 millions de francs suisses en 2005.

## Projets
Une acquisition d'automotrices plus performantes devrait permettre, dès 2028, de raccourcir le temps de trajet de Montreux aux Rochers-de-Naye à 40 minutes.